# حزازيات قرناء
الحزازيات القرناء (الاسم العلمي: Anthocerotopsida) هي طائفة نباتي تتبع شعبة النباتات الزهقرنية من قسم النباتات الوعائية.

## رتب
تضم رتبة وحدة هي:
- الزهقرنيات